# Gare de Flers
La gare de Flers est une gare ferroviaire française de la ligne d'Argentan à Granville, située sur le territoire de la commune de Flers, dans le département de l'Orne, en région Normandie.
C'est une gare de la Société nationale des chemins de fer français (SNCF) desservie par les trains des réseaux Intercités Normandie et TER Normandie.

## Situation ferroviaire
Ancienne gare de bifurcation, elle est située au point kilométrique (PK) 45,764 de la ligne d'Argentan à Granville, entre les gares ouvertes de Briouze et de Vire. Autrefois, avant ces deux précédentes gares se trouvaient les gares de Messei et de Cerisi-Belle-Étoile.
Elle est également au PK 368,7 le terminus de l'ancienne ligne de La Chapelle-Anthenaise à Flers aujourd'hui déclassée.

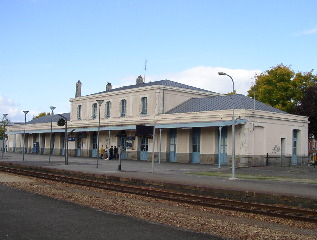
La gare côté voies.

Son altitude est de  189 m.

## Histoire
Le 2 juillet 1866, la gare est ouverte avec la ligne de la Compagnie de l'Ouest en provenance d'Argentan et du Mans. Elle est de style standard "Ouest 1re Classe".
Le 16 septembre 1867, la gare est reliée à celle de Vire.
En 1868, elle est reliée à la Condé-sur-Noireau puis, le 15 mai 1873, la section Caen - Berjou est ouverte, permettant la liaison Caen - Flers-de-l'Orne. Cette ligne a été fermée le 3 mai 1970.
Le 18 mai 1874, la gare de Flers-de-l'Orne est reliée à Domfront. La ligne est prolongée la même année (21 septembre 1874) jusqu'à Mayenne, reliant ainsi Flers à Laval. Cette ligne a été fermée depuis.
Sévèrement bombardée en 1944, la gare fut relevée de ses ruines et le dépôt reconstruit en 1947.

## Service des voyageurs

### Accueil
Gare SNCF, elle dispose d'un bâtiment voyageurs, avec guichet, ouvert tous les jours. Elle est équipée d'automates pour l'achat de titres de transport régionaux. 
Le changement de quai se fait par un passage piétons.

### Dessertes
En 2018, la gare est desservie par la ligne commerciale Paris - Granville (Intercités), les trajets étant assurés par des automotrices X 72500 et Régiolis et par la ligne commerciale Dreux - Argentan - Granville (TER Normandie), les trajets étant assurés par des autorails X 4750.

### Intermodalité
Un parc pour les vélos et un parking pour les véhicules y sont aménagés.
La gare est desservie par les lignes 10, 12, 13, 20, 24 et 25 du réseau Cap'Orne, par la ligne 34 du réseau Bus verts du Calvados, par la ligne d'autocar TER Basse-Normandie Flers - Argentan.